# Stazione di Monte Corona
La Stazione di Monte Corona era una stazione ferroviaria posta lungo la Ferrovia Centrale Umbra. Serviva il centro abitato di Monte Corona, frazione che il Comune di Umbertide identifica col nome di Montecorona.

## Storia
La stazione fu aperta per la linea a scartamento ridotto Arezzo-Fossato di Vico. Nel 1944 la linea fu distrutta pesantemente dai bombardamenti della seconda guerra mondiale e dal 1945 la linea non fu più ricostruita. Si dovette aspettare fino al 1956 quando si decise di ripristinare il tratto Sansepolcro-Montecorona (sostituendo lo scartamento ridotto con quello ordinario) per prolungare la linea per Terni.
Per quanto riguarda le tratte Arezzo-Sansepolcro e la Montecorona-Fossato di Vico non sono mai state riattivate: l'armamento dei binari è stato progressivamente smantellato, i fabbricati di stazione ristrutturati e destinati ad altro uso.